# Штурм Род-Айленда
Штурм Род-Айленда (англ. Battle of Rhode Island) — попытка Континентальной армии при поддержке французского флота отбить остров Род-Айленд (современный Акуиднек) и обезопасить от британцев залив Наррагансет, в ходе Американской войны за независимость.

## Предыстория

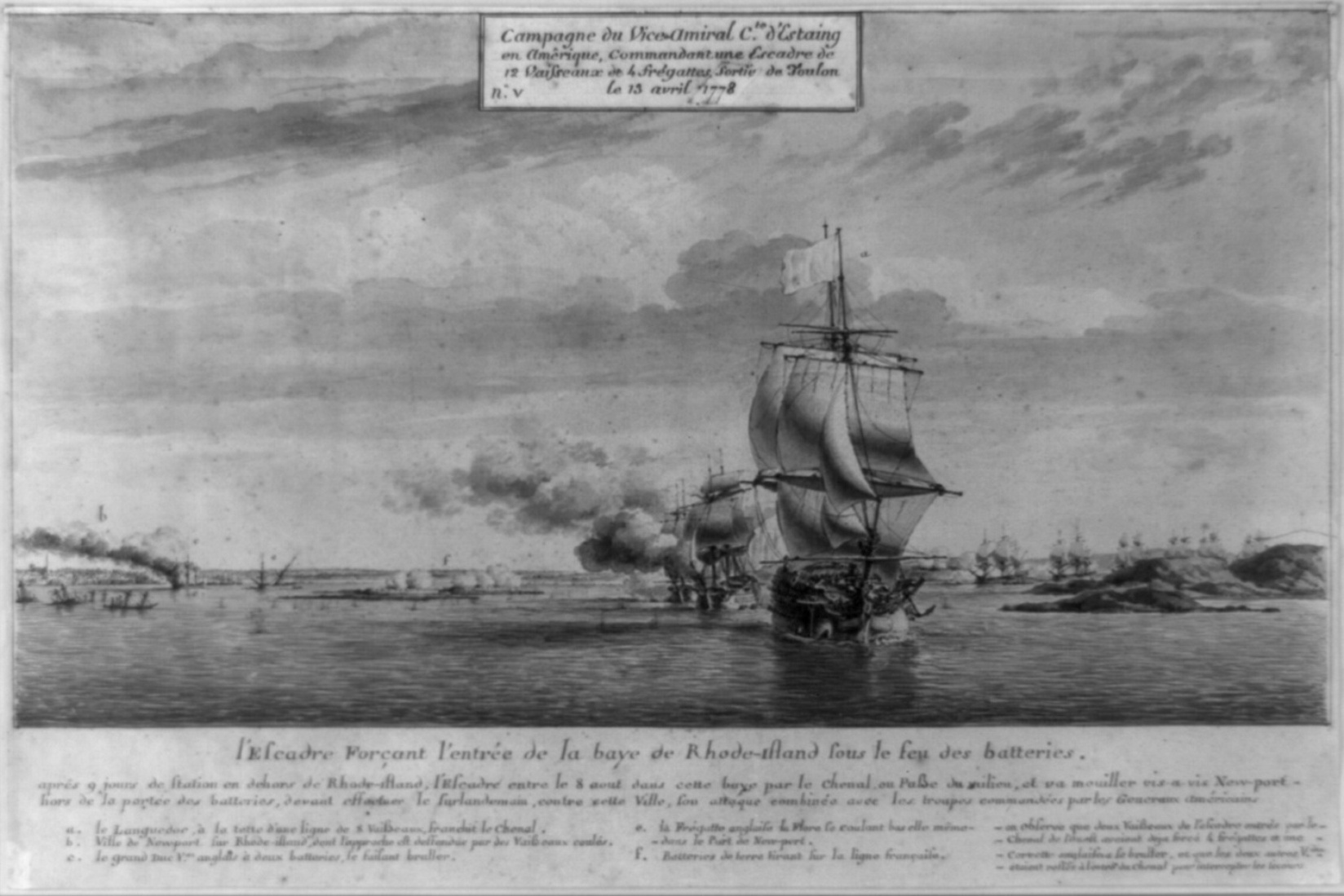
Вход французов в Ньюпорт-бэй 8 августа 1778. Пьер Озанн, рисунок 1778; пять британских фрегатов были уничтожены, но прибытие британского флота, а затем шторм, помешали французам продолжить атаку.

Французский адмирал д’Эстен прибыл к американцам летом 1778 года с флотом и пехотой для подкрепления. Так как он не смог пройти бар нью-йоркской гавани, совместное командование решило развернуть прибывшие силы в Род-Айленде, и изгнать оттуда британцев. Стратегически, это открывало залив Наррагансет для американского и французского судоходства, и воспрещало его для англичан.
Д’Эстен (два 90-пушечных корабля, 6 74-пушечных, 3 64-пушечных, 1 50-пушечный, 4 фрегата) далеко превосходил любые силы флота, какие британцы могли собрать в этом районе. Расположенные на якоре в оборонительной позиции британские корабли были полностью уничтожены: 8 августа д’Эстен, предварительно послав отряды к востоку и западу от острова, вошел в бухту и взял британский фрегат, остальные 4 фрегата и шлюп были сожжены командами, чтобы избежать плена. Капитан Брисбен (англ. Brisbane) перешел в Ньюпорте на последний оставшийся шлюп, но и его постигла та же участь: перехваченный к востоку от Род-Айленд, он был сожжен командой. Уцелевшие моряки, артиллеристы и морские пехотинцы сошли на берег.
Командовать наступлением на остров был поставлен американский генерал-майор Джон Салливан (англ. John Sullivan).
На острове остались американские и британские войска, противостоявшие друг другу. Полковник Кристофер Грин (англ. Christopher Greene) отвечал за мобилизацию войск в Континентальную армию от Род-Айленда, но не мог набрать нужное число. В результате генерал Салливан должен был собирать силы где придется. Практически все ополчение штата Род-Айленд во главе с Уильямом Вестом (англ. William West) было призвано под ружье; на усиление ожидаемой французской армии были вызваны войска из Массачусетса и Нью-Гемпшира, а также континентальная артиллерия.
Генерал Джордж Вашингтон послал генерал-майоров Грина и Лафайета помочь Салливану в его усилиях по организации армии, но позже высказывались мнения, что Вашингтон не был уверен в командных способностях Салливана.

## Преамбула
Когда намерения американцев стали ясны, британский генерал-майор Роберт Пигот решил расположить свои силы в оборонительных позициях вокруг Ньюпорта. Он также решил перегнать почти все поголовье скота в город, свести сады и снести дома, чтобы иметь свободное поле обстрела, и уничтожить повозки и фургоны.
10 августа планы Континентальной армии потерпели первую неудачу, когда флот д’Эстена, стоявший в виду берега, снялся с якоря и покинул Род-Айленд, с намерением дать бой британскому флоту адмирала Хау, появившемуся неподалёку. Войска Салливана опередили французов в высадке, но были недостаточно сильны для преодоления британской обороны в одиночку.
11 и 12 августа, тяжелый шторм обрушился на район и побил кукурузные поля, чем ещё добавил лишений жителям Род-Айленда, сверх понесенных от войны.
Получивший некоторые подкрепления адмирал Хау (шесть 64-пушечных, три 50-пушечных корабля) все же не был достаточно силен, чтобы дать бой. Однако он переиграл д’Эстена, искусно маневрируя: когда французская линия взяла максимально круто к ветру, обнаружилось, что выйти англичанам на ветер они все равно не могут. Французский адмирал не решился атаковать с подветра.

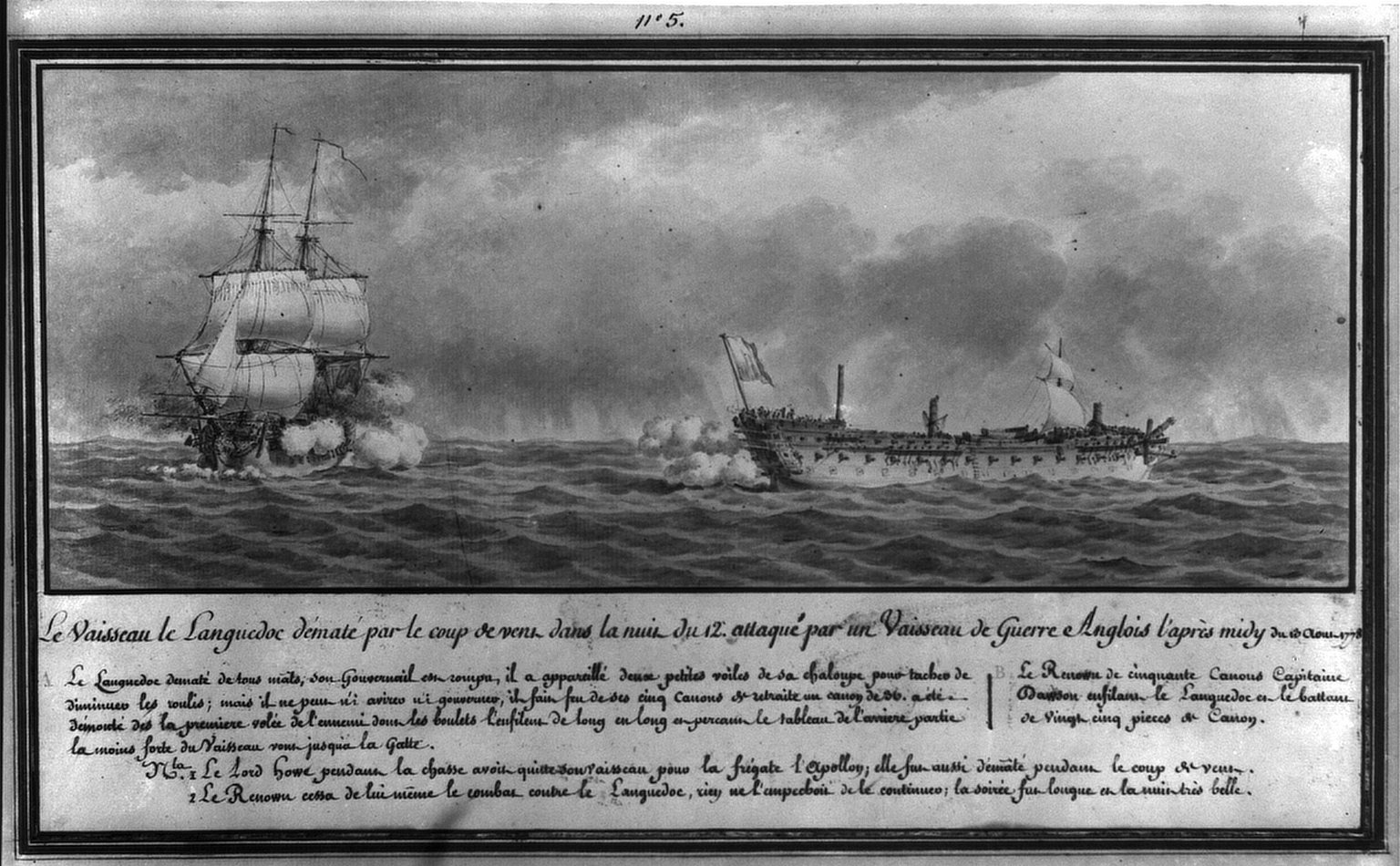
80-пушечный Languedoc, флагман д’Эстена, (справа) против HMS Renown, после шторма 13 августа 1778

Не успел д’Эстен принудить британцев к бою, как его флот был рассеян штормом, который также привел в хаос американские войска на суше. После шторма разбросанные корабли обоих флотов завязали несколько дуэлей: HMS Preston (50) против поврежденного Marseillais (74), HMS Isis (50) против César (74); но самым многообещающим было столкновение 13 августа между HMS Renown (50) и флагманом д’Эстена, Languedoc (80). Этот последний, лишившись всех мачт и неся только временный фок, не мог свободно маневрировать. Renown галс за галсом упорно лавировал у него под кормой, методично обстреливая всем бортом, тогда как противник мог отвечать только из ретирадных пушек. Стоя перед выбором: пойти ко дну или сдаться, д’Эстен в предвидении плена приказал выбросить за борт секретные бумаги и карты. Его спасло только появление других французов.
После шторма американские войска начали выдвигаться на осадные позиции вокруг Ньюпорта. Когда д’Эстен, собрав флот, вернулся 20 августа, корабли были сильно повреждены штормом. Д’Эстен решил ещё раз отложить высадку пехоты, и вместо этого направился в Бостон, для ремонта. Встревоженный таким поворотом событий, Салливан послал Лафайета в Бостон, чтобы добиться возвращения французских войск для предстоящих боев. Эти попытки в итоге оказались бесплодны. В Бостоне Д’Эстен и Лафайет встретили яростную критику. Лафайет заметил:
я больше чувствую себя на войне в американском тылу, чем наступая на британские линии в Ньюпорте.
В то же время пришло известие, что англичане послали в Ньюпорт подкрепление. К 28 августа Салливан изменил свои планы с учётом относительной силы противника. Под покровом темноты, американские войска отошли с осадных позиций на оборонительные позиции на севере острова, около Батс-Хилл.

## Состав сухопутных сил

### Британские войска
- Четыре британских пехотных полка: 22-й, 38-й, 43-й, 54-й
- Шесть гессенских пехотных полков (Landgrave, Huyne, Ditforth, Bunau, два Anspachs)
- Три пехотных полка лоялистов : (Уайтман, Браун, Фаннинг)
- Гессенские егеря
- Британские, гессенские, и флотские артиллеристы
- Королевская морская пехота

### Континентальная армия
- Восемь пехотных полков Континентальной армии:
  - 1-й Род-Айлендский (афроамериканский),
  - 2-й Род-Айлендский,
  - 4-й Массачусетский,
  - 13-й Массачусетский,
  - полк Уэбба,
  - полк Джексона,
  - полк Шерберна,
  - полк Джеймс Ливингстон
- Два полка из бригады штата Род-Айленд
- Шесть полков от штата Род-Айленд
- Один полк от штата Коннектикут
- Рота легкой кавалерии Лэнгдона, из волонтеров штата Нью-Гемпшир
- Полк Пибоди, штат Нью-Гемпшир
- полк ополченцев (Хейл)
- полк ополченцев (Николс)
- полк ополченцев (Эванс)
- Четыре артиллерийских полка

## Ход боя

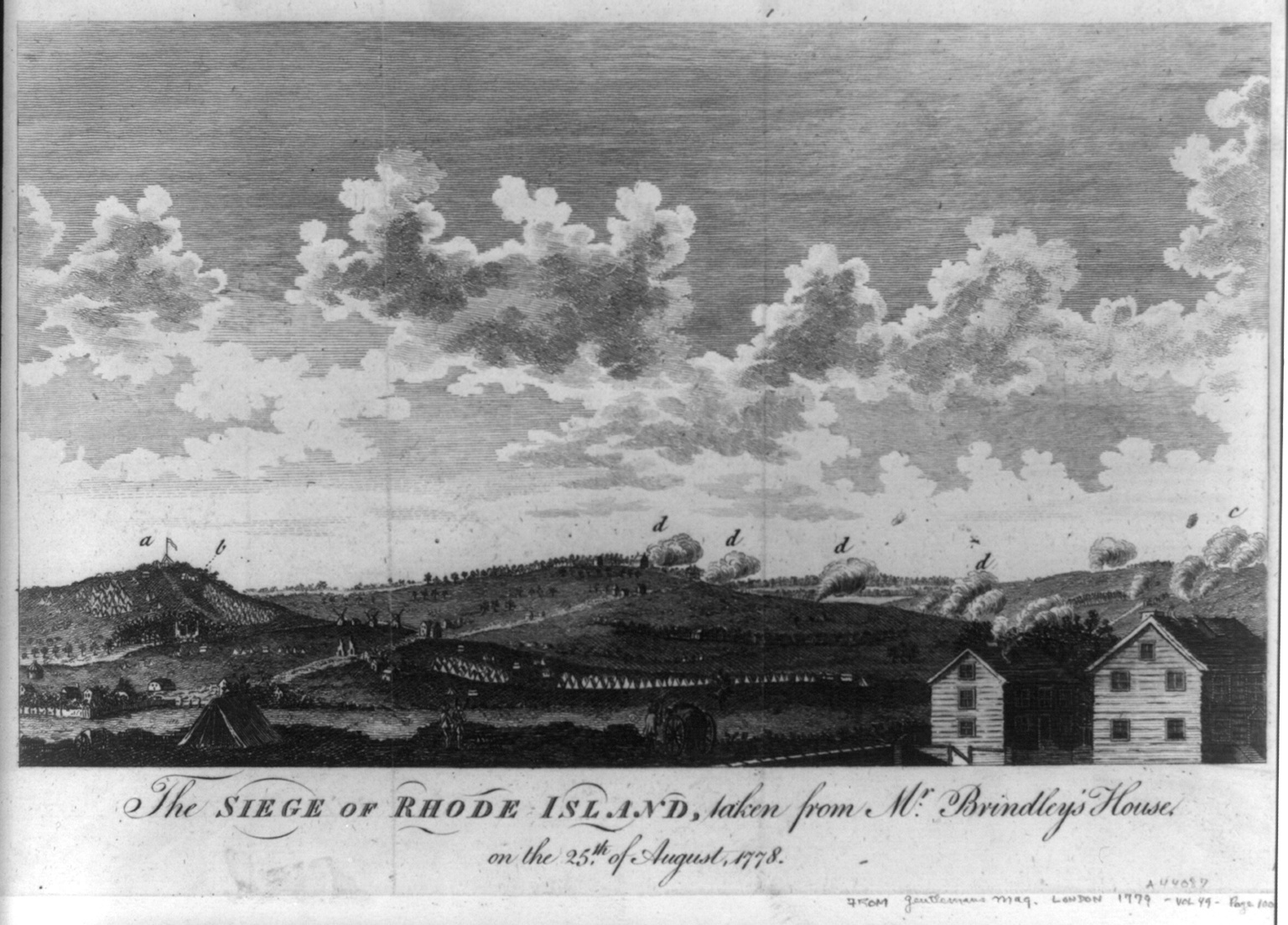
Бой за Род-Айленд; гравюра, Gentleman’s Magazine, 1779

Американские генералы решили создать линию обороны через весь остров к югу от долины, пересекающей остров, надеясь тем самым не допустить британские войска на высоты в северной части острова. Американцы разделили свои силы на две части:
На западе, генерал Грин сосредоточил свои силы перед Турки-Хилл, но послал 1-й Род-Айлендский полк, под командованием бригадного генерала Джеймса Варнума (англ. James Mitchell Varnum), занять передовые позиции в полумиле (1 км) к югу. На востоке, бригадный генерал Джон Гловер (англ. John Glover), сосредоточил свои силы за каменной стеной с видом на Квакер-Хилл.
Британский командующий последовал его примеру и организовал нападение соответствующим образом, послав гессенского генерала Фридриха Вильгельма фон Лоссберга (нем. Friedrich Wilhelm von Lossberg) по западной дороге, а генерал-майора Фрэнсиса Смита до восточной с двумя полками каждый, с приказом не начинать общее наступление. Как оказалось, этот марш привел к основному бою.

### Атака на американский левый фланг
Выдвижение Смита застопорилось, когда он попал под огонь войск под командованием подполковника Генри Ливингстона (англ. Henry Brockholst Livingston), расположенных на мельнице около Квакер-Хилл. Пигот послал приказ командующему британского резерва, генерал-майору Ричарду Прескотту (Richard Prescott) направить 54-й полк и провинциалов Брауна усилить Смита. Таким образом усиленный, Смит возобновил атаку, направив 22-й и 43-й полки и фланговые роты 38-го и 54-го полков против левого фланга Ливингстона. Ливингстон был также усилен полком Эдварда Риглсворта (англ. Edward Wigglesworth), направленным от Салливана, но тем не менее, отброшен на Квакер-Хилл. Поскольку немецкие полки угрожали обойти собственно Квакер Хилл, Ливингстон и Риглсворт покинули высоту и отступили до самой линии Гловера. Смит делал пробные атаки, но был отбит войсками Гловера. «Видя силу американской позиции, Смит отказался от большого наступления». На этом боевые действия на левом фланге закончились.

### Атака Лоссберга справа
К 7:30 утра Лоссберг выдвинулся против американского легкого корпуса полковника Джона Лоренса (англ. John Lawrence), который расположился за каменными стенами к югу от Редвуд-хаус. Силами гессенских егерей, полка Хайна и провинциального (колониального) полка Фаннинга, Лоссберг оттеснил войска Лоренса обратно на Турки-Хилл. Несмотря на подкрепления, присланные Лоренсу Салливаном, Лоссберг штурмовал Турки-Хилл и погнал защитников обратно в сторону крыла Натаниэля Грина, затем начал обстрел самих линий Грина.
К 10 часам утра HMS Sphynx, HMS Vigilant и HMS Spitfire Galley смогли преодолеть пролив между Род-Айлендом и островом Прюденс и начали бомбардировку войск Грина на американском правом фланге. После этого Лоссберг атаковал Грина: немецкие войска напали на Род-Айлендский полк майора Уорда (англ. Ward), но были отбиты; отходя, они добили штыками американских раненых. Между тем, артиллерия Грина и американские батареи в Бристоль-нек сосредоточили огонь на трех британских кораблях и отогнали их.
В 2 часа пополудни Лоссберг вновь без успеха атаковал позиции Грина. Грин контратаковал 2-м Род-Айлендским (полковник Израиль Энджелл), из бригады бригадный генерал Джеймс Ловелл Массачусетскими ополченцами и войсками Ливингстона. Когда его лобовая атака провалилась, Грин послал 1500 человек, пытаясь опрокинуть правый фланг Лоссберга. В сильном меньшинстве, Лоссберг отошел на вершину Турки-Хилл. К 3 часам, крыло Грина удерживало каменную стену в трехстах шагах от подножия Турки-Хилл. К вечеру была предпринята попытка отрезать гессенцев Лоссберга на левом фланге, но гессенцы Хайна и провинциальные войска Фаннинга её отбили.
На этом бой закончился, хотя некоторая артиллерийская перестрелка продолжалась всю ночь. Из 260 британских потерь, 128 были немцы.

## Результат
Обе стороны заявили победу: Британцы потому, что они захватили территорию у американцев, а американцы потому, что впоследствии отбили некоторую её часть обратно. Тем не менее, стратегическое преимущество осталось за британцами, потому что в ночь на 31 августа силы Континентальной армии были отведены в Бристоль и Тивертон, и в результате остров Акуиднек остался в британских руках.

## Наследие
Поле сражения за Род-Айленд в 1974 году было объявлено национальным историческим памятником. Оно частично сохранилось.